# Aleksandr Kobzev
Aleksandr Yuryevich Kobzev (tiếng Nga: Александр Юрьевич Кобзев; sinh ngày 4 tháng 5 năm 1989) là một cầu thủ bóng đá người Nga. Anh thi đấu cho FC Avangard Kursk.
Anh thi đấu tại Chung kết Cúp bóng đá Nga 2017-18 cho FC Avangard Kursk vào ngày 9 tháng 5 năm 2018 tại Volgograd Arena với thất bại 2-1 trước đội vô địch F.K. Tosno.

## Danh hiệu
- Giải bóng đá chuyên nghiệp quốc gia Nga Zone Center Best Player: 2015–16.[2]